# Liste der Nummer-eins-Hits in Griechenland (2011)
| Alben (internationale Künstler) |
| --- |
| - ΣΑΚΗΣ ΡΟΥΒΑΣ – ΠΑΡΑΦΟΡΑ Special Edition - 2 Wochen (52/2010 – 01/2011) - ΤΣΑΝΤΑ – Patty, Box 8 (ΤΣΑΝΤΑ) - 3 Wochen (02/2011 – 04/2011, insgesamt 7 Wochen) - ΤΣΑΝΑΚΛΙΔΟΥ ΤΑΝΙΑ – ΠΑΛΙΕΣ ΑΓΑΠΕΣ ΚΑΙ ΤΡΑΓΟΥΔΙΑ ΜΕΘΥΣΜΕΝΑ - 1 Woche (05/2011) - ΤΣΑΝΤΑ – Patty, Box 8 (ΤΣΑΝΤΑ) - 4 Wochen (06/2011 – 09/2011, insgesamt 7 Wochen) - Avril Lavigne – Goodbye Lullaby - 2 Wochen (10/2011 – 11/2011) - ΡΕΜΟΣ ΑΝΤΩΝΗΣ – ΚΛΕΙΣΤΑ ΤΑ ΣΤΟΜΑΤΑ - 3 Wochen (12/2011 – 14/2011, insgesamt 5 Wochen) - ΠΑΣΧΑΛΗΣ ΤΕΡΖΗΣ – ΔΥΟ ΝΥΧΤΕΣ ΜΟΝΟ (Special) - 3 Wochen (15/2011 – 17/2011) - ΡΕΜΟΣ ΑΝΤΩΝΗΣ – ΚΛΕΙΣΤΑ ΤΑ ΣΤΟΜΑΤΑ - 2 Wochen (18/2011 – 19/2011, insgesamt 5 Wochen) - ΚΟΥΡΚΟΥΛΗΣ ΝΙΚΟΣ – Η ΣΚΕΨΗ ΜΟΥ ΜΟΝΟ - 2 Wochen (20/2011 – 21/2011) - Lady Gaga – Born This Way - 2 Wochen (22/2011 – 23/2011) - ΔΗΜΗΤΡΗΣ ΜΗΤΡΟΠΑΝΟΣ – ΕΔΩ ΕΙΜΑΣΤΕ - 1 Woche (24/2011) - Nikos Vertis – Eimai Mazi Sou - 4 Wochen (25/2011 – 28/2011) - Pyx Lax – Zontani Ihografisi 2011 - 2 Wochen (29/2011 – 30/2011) - Verschiedene Interpreten – Mykonos 12 - seit 31/2011 |